# 0.5D
『0.5D』（れいてんごディー）は、2024年12月4日から25日までBS日テレ、テレビ神奈川、テレビ埼玉、チバテレビで放送されたテレビドラマ。略称「れごでぃ」「レゴディ」。主演は和田雅成、共演に笹森裕貴。主人公の成長とさまざまな愛の形が描かれる。

## あらすじ
菱山商事のインターメディアコミュニケーション部、通称「イケメン部」に所属する佐田成弥と宇野大輝。営業二課のイケメンコンビとして、ともに社内の女性からの人気が高いが佐田は周囲に10年間 交際経験がないという「半分童貞=0.5D」であることを隠し「10年間交際している彼女がいる設定」を貫いていた。広報部の村瀬里奈と出会い恋に落ちた佐田は、自身の恋を成就させるため恋愛経験が豊富な後輩の宇野大輝に恋愛指南を頼む。

## キャスト

### 主要人物
佐田成弥（さだ せいや）
演 - 和田雅成
部のエース。20歳の頃に振られて以来、誰とも交際していない30歳。
人の恋愛に巻き込まれるのを避けるため「10年交際している彼女がいる」という設定を通している。
ファンシーキャラの「フルーティーパンダ（フティパちゃん）」を愛でる。
宇野は大学時代からの付き合いの後輩で、プライベートでは宇野を「うーくん」と呼ぶ。
第一印象が良かったことや、フルーティーパンダのキーホルダーをつけていたこと、自分の話を相槌を打ちながら聞く様子や、部長の物真似で笑ってくれたことなどから村瀬に惹かれ、自身の恋を成就させるため宇野に恋愛指南を頼む。
宇野大輝（うの だいき）
演 - 笹森裕貴
大学時代からの佐田の後輩。自宅に佐田を居候させている。佐田のことは会社・プライベートともに「成弥さん」と呼ぶ。料理が趣味。
佐田が「半分童貞=0.5D」である事実や、社内では「10年交際している彼女がいる」という設定で過ごしていることを知っている。
ピスタチオケーキが好き。
今まで付き合った人数は中学2年生の頃から数えて8人。それを聞いた佐田から師匠と呼ばれる。

### 菱山商事

#### インターメディアコミュニケーション部
浜本誠（はまもと まこと）
演 - 和田琢磨
部長。若いながらも部長の座に就くほど出世が早く、仕事ができるタイプ。
恋愛結婚で結婚した妻と離婚調停中だという個人的な事情から部内に社内恋愛禁止の独自ルールを強いている。
業務に関係ない男女の会話も禁止で、部内で見かけ次第注意している。
上記の理由から部署がイケメン部という浮ついた名前で呼ばれていることをよく思っておらず、その名称をやめてもらうため広報の取材を通して社内に訴えるよう佐田と宇野に指示する。
巻部忠雄（まきべ ただお）
演 - 宮下貴浩
佐田と宇野のトイレ内での会話から佐田に彼女がいないことを知ってしまう。
後藤の人気が気に入らず、腐す。
宮澤隆也（みやざわ たかや）
演 - ニシダ・コウキ（ラランド）
人懐っこい性格の人物。
五十嵐正紀（ごとう まさき）
演 - 平賀勇成
宇野を慕う後輩。
菊池（きくち）
演 - 小早川真由
福山葵（ふくやま あおい）
演 - 吉岡優希
木野ゆい（きの ゆい）
演 - たなかさと
小松恵美（こまつ）
演 - 髙島礼菜
江原（えはら）
演 - 下城麻菜
岸本（きしもと）
演 - 久野木貴士

#### 広報部
村瀬里奈（むらせ りな）
演 - 木下彩音
後藤と共に、佐田と宇野に社内広報誌のインタビューをする。
フルーティーパンダのグッズを愛用。
後藤千晴（ごとう ちはる）
演 - 高田里穂
かっこいい社員No1といわれている女性。
村瀬と共に、佐田と宇野に社内広報誌のインタビューをする。

## スタッフ
- 監督 - 八十島美也子、山口雄也、大野キャンディス真奈
- 脚本 - 私オム
- オープニングテーマ - 和田雅成「own world」（KING RECORDS）
- エンディングテーマ - 和田雅成・笹森裕貴「コイナラ」（KING RECORDS）
- 制作プロダクション - ホリプロ
- 製作 - 「0.5D」製作委員会

## 放送日程
| 各話  | 放送日   | 監督                 |
| ----- | -------- | -------------------- |
| 第1話 | 12月04日 | 八十島美也子         |
| 第2話 | 12月11日 | 山口雄也             |
| 第3話 | 12月18日 | 大野キャンディス真奈 |
| 第4話 | 12月25日 | 八十島美也子         |

## 放送局
| 放送期間             | 放送時間             | 放送局       | 対象地域 | 備考 |
| -------------------- | -------------------- | ------------ | -------- | ---- |
| 2024年12月4日 - 25日 | 水曜 23:30 - 翌 0:00 | BS日テレ     | 日本全域 |      |
|                      |                      | テレビ神奈川 | 神奈川県 |      |
|                      |                      | テレビ埼玉   | 埼玉県   |      |
|                      |                      | チバテレビ   | 千葉県   |      |

## ネット配信
| 配信開始月 | 配信サイト       | 配信料金     | 備考                   |
| ---------- | ---------------- | ------------ | ---------------------- |
| 2024年12月 | TVer             | 広告付き無料 | 見逃し配信             |
| 2024年12月 | U-NEXT           | 定額制有料   | 最新話 木曜0時から配信 |
| 2024年12月 | FOD              | 定額制有料   | 最新話 木曜0時から配信 |
| 2024年12月 | hulu             | 定額制有料   | 最新話 木曜0時から配信 |
| 2024年12月 | DMM TV           | 定額制有料   | 最新話 木曜0時から配信 |
| 2024年12月 | Rakuten TV       | 定額制有料   | 最新話 木曜0時から配信 |
| 2024年12月 | ビデオマーケット | 定額制有料   | 最新話 木曜0時から配信 |
| 2024年12月 | music.jp         | 定額制有料   | 最新話 木曜0時から配信 |
| 2024年12月 | カンテレドーガ   | 定額制有料   | 最新話 木曜0時から配信 |
| 2024年12月 | J:COM STREAM     | 定額制有料   | 最新話 金曜0時から配信 |